# پشت‌بند

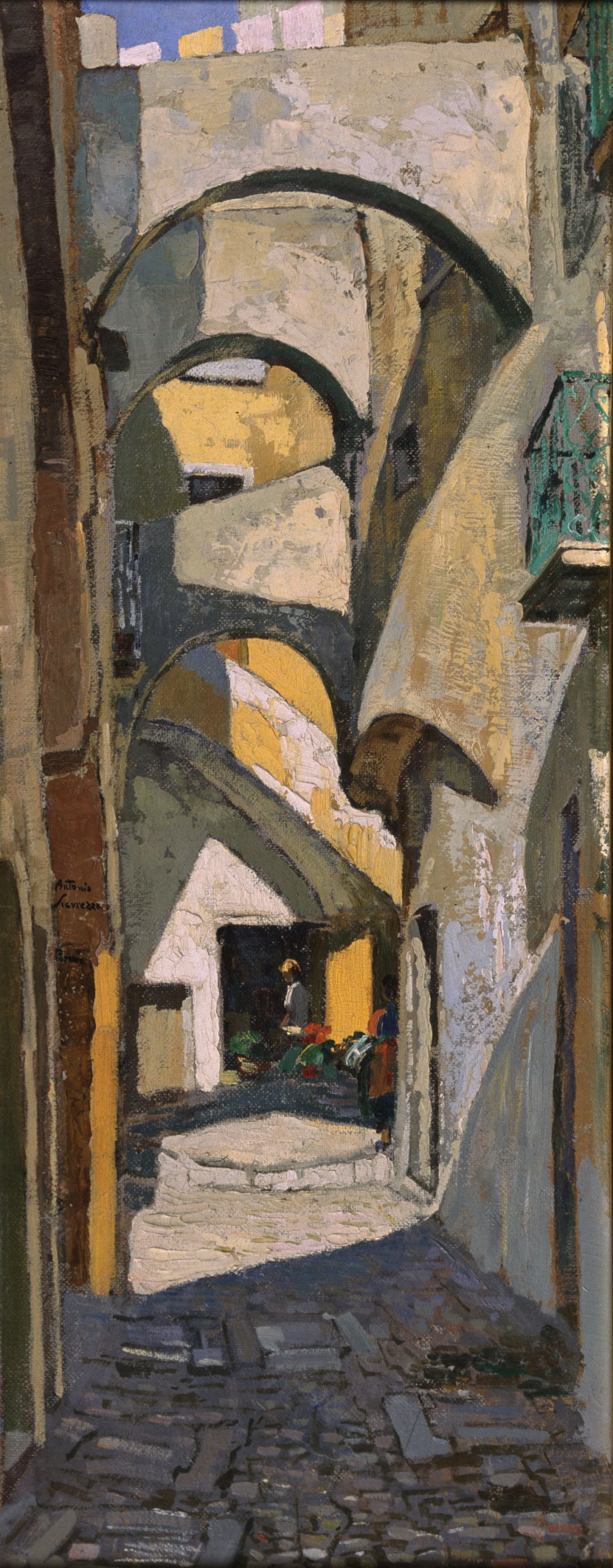
نقاشی رنگ روغن از پشت‌بند بین ساختمانها، اثر آنتونیو سیکورزا (۱۹۵۶)

پشت‌بند (گرته برداری از فرانسوی: contrefort‎) یکی از عناصر سازه‌ای در معماری است که پشت یا به صورت بیرون زده از دیوار ساخته می‌شود و آن را تقویت می‌کند.
پشت‌بندها در ساختمان‌های کهن رایجند و نیرو‌های افقی بام را به زمین منتقل می‌کنند و عملاً نوعی حائل یا شمع هستند. دهخدا پشت بند را «دیواری کوتاه در پی دیواری بلند برای نگاه داشتن آن از افتادن. بنایی پشت دیوار تا برپای ماند» تعریف می‌کند. در اصطلاح معماری، گاهی مواقع به جای استفاده از واژهٔ پشتبند از واژهٔ شمع استفاده می‌شود. در شهر اصفهان نیز استادکاران سنتی به دیوار پشتبند، دیوار هو یا هویه می‌گویند.
قدیمی‌ترین نمونه‌های شمع‌بند در معبد اینا در شهر باستانی اوروک (از حدود هزارهٔ چهارم پیش از میلاد) یافت شده‌است و ازین رو می‌توان پشت‌بند را از ابداعات معماری دوران نوسنگی دانست که احتمالاً در آغاز با نقشی مرمتی وارد حوزه معماری شده‌اند که بعد از آسیب به دلیل نیروی رانشی به بنا به آن الحاق شده‌اند.
از مصادیق بارز معماری گوتیک نیز پشت‌بندهای معروف آن است که به پشت‌بند معلق معروف است. پشت‌بند می‌تواند بیرون بنا به شکل ناپیوسته در طول دیوار، داخل بنا به شکل ناپیوسته در طول دیوار، یا داخل بنا، اجرایی در محل اتصال دو دیوار (گوشهٔ دیوار) اجرا شود.